# Rafael Sánchez Ferlosio
Rafael Sánchez Ferlosio (Róma, Olaszország, 1927. december 4. – Madrid, 2019. április 1.) spanyol író.

## Életpályája
Apja Rafael Sánchez Mazas író volt. 1955-ben elnyerte a Nadal-díjat El Jarama regényéért. Sikere után húsz évig nem jelentkezett újabb írással, majd esszékkel tért vissza. 1986-ban jelent meg újabb regénye. 2004-ben Cervantes-díjjal jutalmazták a munkásságát.

## Művei
- Industrias y andanzas de Alfanhuí (1951)
- El Jarama (1955)
- Las semanas del jardín (1974)
- Mientras no cambien los dioses, nada ha cambiado (1986)
- El testimonio de Yarfoz (1986)
- Vendrán más años malos y nos harán más ciegos (1992)
- Non Olet (2002)
- El Geco (2005)
- Sobre la guerra (2007)
- God & Gun. Apuntes de polemología (2008)
- Guapo y sus isótopos (2009)
- Campo de retamas (2015)

## Magyarul
- A Jarama; ford. Pávai Patak Márta; Patak, Leányfalu, 2007 (Spanyol elbeszélők)

## Díjai, elismerései
- Nadal-díj (1955)
- Cervantes-díj (2004)